# Чайковский (город)
Чайко́вский — город краевого значения в Пермском крае России. Административный центр Чайковского городского округа. Основан в 1955 году, статус города получил в 1962 году. 

## Этимология
Впервые название «Чайковский» появилось в январе 1956 года, 2 февраля 1956 года название было закреплено решением Молотовского областного исполнительного комитета. Затем Указом Президиума Верховного Совета РСФСР от 5 апреля 1956 года № 372/5 населённый пункт при Воткинской ГЭС был отнесён к категории рабочих посёлков с присвоением ему наименования «Чайковский» в честь великого русского композитора Петра Ильича Чайковского, родившегося в Воткинске (в 37 километрах от Чайковского). Название посёлку было дано по желанию его жителей.

## Физико-географическая характеристика
География
Город расположен в Предуралье, на территории Буйской (Фокинской) волнистой равнины, на левом берегу Камы рядом с устьем Сайгатки на юго-западе Пермского края. Площадь Чайковского с учётом зеркала воды на 1 декабря 2009 года составляет 56,49 км², из них собственно площадь города составляет около 31 км². В основном город расположен на равнине, прилегающей к берегам, без значительных перепадов высот.
Чайковский граничит: на севере с Еловским районом Пермского Края, на северо-востоке с Ваньковской сельской территорией, на востоке с Фокинской сельской территорией и Большебукорской сельской территорией, на юге с Ольховской сельской территорией (все территории в составе Чайковского городского округа) и на западе с Воткинским районом Удмуртской Республики.
Чайковский удалён от краевого центра Перми на значительное расстояние (по автодороге от 325 до 278 километров — в зависимости от выбранного маршрута), но имеет выгодное экономико-географическое положение, расположен на стыке Удмуртской Республики, Башкортостана и Пермского края.
Город расположен на полуострове, и с трёх сторон окружён водой: с запада Камой, с северо-запада и севера Воткинским водохранилищем и с востока — большим (1,5 и более километра в ширину, 8 километров в длину) заливом реки Сайгатка. В черте города находятся многочисленные зелёные насаждения, парки и скверы, по берегам расположен сосновый бор. Близость к обширным водным ресурсам, зелёные насаждения, отсутствие в черте города крупных загрязняющих предприятий обеспечивают в городе чистый воздух и воду.
Климат
Климат в Чайковском умеренно континентальный. Среднегодовая температура в Чайковском одна из самых высоких в Пермском крае. Продолжительность вегетационного периода — около 130 дней, годовая сумма осадков — 550 миллиметров.
Часовой пояс
Чайковский находится в часовой зоне МСК+2. Смещение применяемого времени относительно UTC составляет +5:00.
Водные ресурсы
Чайковский с трёх сторон окружён обширным водным зеркалом. Водоёмы города используются как транспортная артерия (основное русло реки и водохранилище), так и в хозяйственно-питьевых, рекреационных и рыбохозяйственных целях. В водоёмах обитает более 40 видов рыб: стерлядь, русский осётр, сибирский осётр, карась, хариус, налим, белый амур, жерех, елец, пескарь, толстолобик, окунь и другие. Основными промысловыми видами являются: лещ, судак, сом, щука, чехонь, плотва. К особо охраняемым видам рыб относятся таймень и обыкновенный подкаменщик, лов осетра и белуги запрещён.
Водоёмы вокруг Чайковского в летнее время используются для отдыха, имеется городской пляж и большое количество неофициальных мест купания. Водохранилище и залив используются для занятий водными лыжами, виндсёрфингом, катаний на лодках и аквабайках. В зимнее время на водоёмах проводится зимняя рыбалка, проходят лыжные тренировки и соревнования, начал развиваться сноукайтинг.
Животный и растительный мир
Флора и фауна Чайковского обычна для городского поселения в регионе. Диких животных в городе практически нет, исключая встречающихся в парках белок и ежей. Изредка в Чайковский из леса заходят лисы, отмечались единичные случаи появления кабанов. На окраинах городского поселения можно увидеть лосей. Птицы, учитывая обширность зелёных насаждений и близость воды достаточно разнообразны: наряду с обычными городскими птицами в виде голубей, воробьёв, стрижей и тому подобных, можно наблюдать соловьёв, соек, дятлов, поползней, над водой — различных чаек, крачек и береговушек, в зимнее время — снегирей и свиристелей. Флора также обычна для городской. Берега в Чайковском во многих местах окаймлены сосновым бором, в городе много тополей, искусственно высажены различные кустарники: акации, жасмин, сирень. Особой достопримечательностью города является яблоневая аллея, начинающаяся у речного вокзала и продолжающаяся по двум сторонам улицы до центра города.
Ежегодно в Чайковском высаживается в клумбы и навесные конструкции множество цветов, проводится традиционный конкурс на лучший балкон, оформленный цветами, и лучший цветник перед домом.
Экология
Чайковский — благополучный в экологическом отношении город.
По результатам исследований 2009 года, уровень загрязнения атмосферы в черте города Чайковский определён как низкий, индекс загрязнения атмосферы равен 2,3.
Индекс загрязнённости водоёмов вокруг Чайковского является самым низким по всему краю: воду можно отнести к третьему классу (уровень умеренного загрязнения). Питьевая вода в Чайковский поставляется централизованно как из Воткинского водохранилища, так и из 11 артезианских скважин. Кроме того, жители Чайковского используют постоянно подающуюся воду из 8 скважин, находящихся прямо на территории города.
Среди муниципальных образований Пермского края, на 2008 год по уровню суммарной антропогенной нагрузки на окружающую среду Чайковский, довольно значительно отставая от других крупных промышленных центров края, занимает пятое место с коэффициентом 1,42.
Проблемой в Чайковском является отсутствие отвечающего экологическим и санитарным требованиям полигона твёрдых бытовых отходов. Расположенный на окраине Чайковского городского поселения в Завьяловском районе полигон эксплуатируется с 1966 года и не отвечает современным требованиям, хотя и не оказывает существенного воздействия на окружающую среду.

## История
Чайковский был основан в 1955 году как посёлок рабочих-гидростроителей на территории Сайгатского сельсовета Фокинского района Молотовской (с 1957 года — Пермской) области в  связи со строительством Воткинской ГЭС на Каме. 5 апреля 1956 года получил статус рабочего посёлка и наименование Чайковский.
В 1960 году в городскую застройку рабочего посёлка было включено село Сайгатка, первые упоминания о котором датируются 1646 годом. Впоследствии в городскую застройку вошёл также существовавший с 1925 года выселок Заря, находящийся на некотором удалении к востоку от Камы (в 1926 году выселок Заря населяли 59 жителей).
18 января 1962 года указом Президиума Верховного Совета РСФСР рабочий посёлок Чайковский преобразован в город районного подчинения, при этом Фокинский район переименован в Чайковский, а райцентр был перенесён из села Фоки в этот город. 1 февраля 1963 года Чайковский отнесён к категории городов областного (с 2005 года краевого) подчинения, а район упразднён. В период 1964—1994 годов Чайковский являлся административным центром Чайковского района, не входя в его состав. 1 марта 1994 года Чайковскому были переподчинены все населённые пункты Чайковского района. В период 2004—2018 годов Чайковский был центром Чайковского муниципального района, с 2018 года — Чайковского городского округа.
День города отмечается 12 июня.
Проект города разрабатывал Московский ЦНИИП градостроительства, авторский коллектив которого за разработку и реализацию проекта в 1980 году был отмечен премией Совета Министров СССР. Первым началась застройка Прикамского района двухэтажными брусчатыми домами. В 1957 году началось строительство Основного района, в 1958 году первые два дома на Основном районе были заселены. Вместе с тем, частными жилыми домами застраивался Завьяловский микрорайон. Он носит имя Героя Советского Союза С. А. Завьялова. В 1978 году, в связи со строительством завода точного приборостроения, началась застройка многоэтажными жилыми домами посёлка Заря и возник Заринский район города. В 1985 году началось строительство Завокзального микрорайона.
Поскольку Чайковский в основном строился в 1960—1980-х годах, в нём среди жилых домов велика доля хрущёвок. В подавляющем большинстве, это дома из силикальцитных блоков серии 1-510, высотки серии II-18/9, некоторая часть кирпичных домов, панельных домов почти не имеется. Остаётся немного брусчатых домов, оставшихся со времён посёлка гидростроителей, но все они или уже снесены, или подлежат сносу в ближайшее время. В 1980-е годы Азинский микрорайон был застроен многоэтажными домами строителями из ГДР, которые строили участок газопровода Уренгой — Помары — Ужгород, проходящий по территории Чайковского района области. В 1990-е к ним добавились несколько домов и объектов инфраструктуры, построенные строителями из Турции, которые сдали в эксплуатацию военный городок Марковский вблизи Чайковского, предназначенный для выводимой из ГДР 16-й гвардейской танковой дивизии.
Одновременно со строительством города производилось и строительство инфраструктуры. Первая школа в Чайковском открылась в 1956 году, в 1959 году сдан в эксплуатацию аэропорт, в 1960 году открылось медицинское училище, в 1961 году — больничный городок, в 1963 году — краеведческий музей, в 1964 году — речной вокзал и порт, в 1956 году заложен парк культуры и отдыха, в 1968 году — автоматическая телефонная станция, в 1969 году — дом спорта, в 1970 году — художественная галерея и музыкальное училище, в 1971 — поликлиника, в 1972 — концертный зал, в 1974 — дворец молодёжи, в 1975 — широкоформатный кинотеатр, в 1976 — театр, в 1979 — дворец бракосочетаний и первый санаторий-профилакторий, в 1980 — рынок и комбинат бытового обслуживания, в 1981 — дом быта, школа искусств и дом спорта, в 1984 — комплекс трамплинов, в 1990 — бассейн и новый автовокзал.

## Население
| 1959    | 1963    | 1967    | 1970    | 1973    | 1976    | 1979    | 1982    | 1986    | 1987    | 1989    |
| ------- | ------- | ------- | ------- | ------- | ------- | ------- | ------- | ------- | ------- | ------- |
| 12 752  | ↗23 100 | ↗33 000 | ↗48 034 | ↗57 000 | ↗65 000 | ↗70 273 | ↗73 000 | ↗80 000 | ↗83 000 | ↗85 849 |
| 1992    | 1996    | 1998    | 2000    | 2001    | 2002    | 2003    | 2005    | 2006    | 2007    | 2008    |
| ↗88 400 | ↗89 700 | ↗89 900 | ↗90 100 | ↗90 200 | ↘86 714 | ↘86 700 | ↘84 800 | ↘84 100 | ↘83 500 | ↘82 900 |
| 2009    | 2010    | 2011    | 2012    | 2013    | 2014    | 2015    | 2016    | 2017    | 2018    | 2019    |
| ↘82 550 | ↗82 895 | ↗82 900 | ↘82 866 | ↗82 900 | ↗82 930 | ↗83 202 | ↘83 056 | ↗83 486 | ↘83 077 | ↘82 656 |
| 2020    | 2021    | 2023    | 2024    |         |         |         |         |         |         |         |
| ↘82 382 | ↘75 837 | ↘75 324 | ↘74 913 |         |         |         |         |         |         |         |

На 1 января 2025 года по численности населения город находился на 219-м месте из 1124 городов Российской Федерации.
По численности населения город занимает четвёртое место в Пермском Крае. Приток населения из других регионов за 2010 год составил 1029 человек, при этом убыло в другие регионы 1254 человека. Однако, официальная цифра не даёт реальной картины: в Чайковский приезжают работать и соответственно проживать, не регистрируясь жители менее благополучных близлежащих южных районов Пермского Края и Удмуртии, так Чайковский является одной из всего четырёх территорий края, для которой характерно прибытие молодёжи.
В 1955 году население посёлка гидростроителей составляло около 10 000 человек, быстрое промышленное развитие города вызвало рост численности населения, так в 1962 году насчитывалось 25 000 человек, в 1989 году уже 85 800 человек. В те годы Чайковский имел один из самых высоких в Пермском крае показатель естественного прироста населения. Пик был достигнут в 2001 году, когда население города составляло 90 200 человек, и это была максимальная цифра населения за всю историю города. В 1989 году налицо был высокий удельный вес лиц трудоспособного возраста (58,4 %), низкий — лиц старше трудоспособного возраста (13,7 %), детей и подростков (27,9 %), на 2007 год численность трудоспособного населения составляет 64,7 %, детей и подростков 18,2 %, лиц старше трудоспособного возраста 17,1 %. Численность молодёжи в возрасте от 14 до 30 лет составила 29 703 человека.
Демографическая ситуация в городе имеет склонность к улучшению. Повышается смертность в связи с естественным старением населения, в 2000-е годы повышалась рождаемость. В 2009 году впервые за много лет наблюдался естественный прирост населения.
Доля лиц с высшим образованием в Чайковском районе (учитывая сельские поселения) составляет 12 %.
В национальном составе — преобладание русских (около 85 %). Из других национальностей по численности выделяются татары, удмурты, башкиры, украинцы.
По конфессиональному составу религиозные люди в Чайковском в основном относятся к православным. В городе имеется четыре православных храма и две часовни.
Имеется небольшая старообрядческая община, относящаяся к Белокриницкому согласию.
Татарское и башкирское население города исповедуют ислам, в городе имеется мечеть.
Часть религиозных жителей города являются евангельскими христианами-баптистами, в городе существует храм евангелистов. Также есть община Свидетелей Иеговы.

## Микрорайоны
Город включает 10 микрорайонов, распределённых по 3 районам:
| Микрорайон   | В составе района | Застройка                     |
| ------------ | ---------------- | ----------------------------- |
| Основной     | Основной         | Многоэтажная                  |
| Парковый     | Основной         | Многоэтажная                  |
| Текстильщик  | Основной         | Многоэтажная                  |
| Речники      | Основной         | Многоэтажная                  |
| Азинский     | Прикамский       | Многоэтажная                  |
| Уральский    | Прикамский       | Многоэтажная                  |
| Сайгатский   | Прикамский       | Индивидуальная                |
| Завокзальный | Прикамский       | Многоэтажная                  |
| Завьяловский | Прикамский       | Индивидуальная                |
| Заря         | Заринский        | Многоэтажная и индивидуальная |

Главными магистралями Чайковского являются улица Советская, соединяющая Прикамский и Основной посёлок, улицы Ленина и Вокзальная, проходящие по Основному посёлку и Шоссе Космонавтов, соединяющее Основной и Заринский районы города.

## Власть
С 1956 года власть в Чайковском осуществлялась поселковым (с 1962 года городским) Советом народных депутатов (первые выборы состоялись 20 мая 1956 года) и исполнительным комитетом (штат утверждён 23 мая 1956 года).
С 1994 года власть в городе осуществлялась представительным органом Чайковской городской Думой и администрацией Чайковского с прилегающей территорией под руководством Главы Чайковского с прилегающей территорией.
С 2005 года власть в городе осуществлялась Думой Чайковского городского поселения в составе 20 депутатов, избираемых сроком на 5 лет посредством прямых выборов, и Главой Чайковского городского поселения с возглавляемой им администрацией, также избираемым сроком на 5 лет посредством прямых выборов.
30 июля 2009 года Глава Чайковского городского поселения Ю. Г. Востриков был досрочно лишён полномочий по инициативе губернатора Пермского края О. А. Чиркунова, что стало первым подобным случаем в России после внесения изменений в законодательство о местном самоуправлении.
С 20 декабря 2009 года Главой Чайковского городского поселения был Андриив Игорь Ярославович.
В Чайковском и Чайковском районе на выборах глав местного самоуправления в 2000 годах (дважды главы поселения и один раз главы района) ни разу не побеждал кандидат от Единой России.
С 14 сентября 2014 года Главой Чайковского городского поселения был Третьяков Алексей Витальевич. 21 марта 2018 года А. В. Третьяков ушёл в отставку, и временно исполняющим обязанности был назначен А. Н. Пойлов.
С сентября 2018 года Чайковский является административным центром вновь образованного Чайковского городского округа, а Чайковское городское поселение упразднено.
30 ноября 2018 года Юрий Геннадьевич Востриков вновь вступил в должность главы города Чайковского — главы администрации города Чайковского на основании решения Чайковской городской думы от 29 ноября 2018 года № 76 «Об избрании главы города Чайковского — главы администрации города Чайковского».
29 ноября 2023 года депутаты на внеочередном заседании Думы Чайковского городского округа единогласно выбран новый руководитель территории - Алексей Валентинович Агафонов.

## Экономика
Чайковский судоходный шлюз
Основой для города послужило строительство Воткинской ГЭС, строительство которой начато в 1954 году. 23 декабря 1961 года ГЭС дала первый ток, а 20 декабря 1963 года вышла на полную мощность. В здании ГЭС установлено 10 гидроагрегатов, из которых 8 имеет мощность 100 МВт, а 2 — 110 МВт; таким образом, установленная мощность ГЭС — 1020 МВт. Среднегодовая выработка ГЭС — 2,28 миллиардов кВт•ч электроэнергии, кроме того в Чайковском имеется Чайковская ТЭЦ-18 мощностью 220 МВт, обеспечивающая город горячей водой и отоплением. Таким образом Чайковский является энергоизбыточной территорией.
Плотина Воткинской ГЭС подняла уровень воды в Каме на 23 метра, в результате чего образовалось Воткинское водохранилищее площадью 1125 квадратных километра. В плотине построен двухниточный судоходный шлюз, по которому теплоходы могут следовать вверх и вниз одновременно.
После того, как было принято решение об основании города на месте рабочего посёлка гидростроителей, был построен Завод «Стройдеталь», обеспечивающий нужды строящегося города железобетонными изделиями. Первую продукцию завод выдал в июне 1957 года, окончательно введён в эксплуатацию в 1960 году. Завод производит продукцию и на сегодняшний день. Одновременно с заводом «Стройдеталь» в 1960 году начал работу ремонтно-механический завод (в 1990-е годы прекратил существование, территория завода занята разнообразными небольшими промышленными предприятиями)
В 1962 году было принято решение о строительстве в Чайковском Комбината шёлковых тканей. 31 декабря 1962 года, с приёмом в эксплуатацию пускового комплекса из первых 60 тысяч прядильных веретён, состоялась дата рождения комбината. В январе 1966 года прядильная фабрика выдала первую продукцию, а в июне 1966 года на комбинате были получены первые метры ткани. В 1967 году было запущено отделочное производство. К концу 80-х годов комбинат выпускал ежегодно до 100 миллионов метров разнообразных тканей: шёлковых, платьево-костюмных, сорочечно-блузовых, декоративных, плащевых, а также производил штапельную пряжу, являясь крупнейшим в Европе производителем искусственного и синтетического волокна. В 1981 году комбинат был награждён орденом Трудового Красного Знамени. Долгое время комбинат являлся градообразующим предприятием Чайковского. На сегодняшний день это известное в стране и за рубежом акционерное общество «Чайковский текстиль», один из крупных поставщиков специальных тканей для производства спецодежды, в том числе для Министерства обороны РФ и других силовых структур. Компания является единственным российским производителем тканей сорочечного ассортимента.
Также в 1960-е годы в Чайковском был построен мясокомбинат, первый цех которого введён в эксплуатацию 30 октября 1962 года. Ныне это ЗАО «Мясо», выпускающее в год более 4,5 тысячи тонн мяса и мясных полуфабрикатов и более 1,2 тысячи тонн колбасных изделий, поставляя в магазины более 100 видов продукции, которая пользуется большим спросом и за пределами региона. В 1965 году построен молокозавод, первая продукция которого выдана 19 января 1966 года, ныне ЗАО «Молоко». В 1964 году сданы в эксплуатацию речной вокзал и порт вместе с ремонтно-эксплуатационной базой флота и судоремонтным заводом (в 1973 году на нём построен первый буксир-плотовод) 21 декабря 1967 года создано городское производственное управление водопроводно-канализационного хозяйства (ныне МУП «Чайковский Водоканал»). В 1964 году на базе Сарапульского сплавного рейда был организован Чайковский сплавной рейд (на сегодняшний день не существует, поскольку прекратился сплав древесины по Каме).
Следующим крупным предприятием в городе стал нефтехимический комбинат «Завод синтетического каучука» (на настоящий момент АО «Уралоргсинтез», структурное подразделение Группы компаний «ЭКТОС»), строительство которого начато в 1964 году, а первая очередь которого была запущена в 1979 году. Сейчас его основной продукцией являются сжиженные углеводородные газы, бензол, бензин, изобутилен, азот, а также комплектующие для химической промышленности. Предприятие расположено более чем в 20 километрах от города, в связи с этим оно практически не оказывает вредного воздействия на экологию города. Одновременно с заводом неподалёку была построена крупная Чайковская ТЭЦ-18 (сейчас — филиал ТГК-9).
В 1970-е годы в Чайковском началось строительство нового крупного предприятия «Завод точного машиностроения» (впоследствии научно-производственного объединения «Точмаш»). Завод в течение 80-х годов производил вакуумную технику, термическое оборудование, станки, прочее технологическое оборудование. Тем не менее в середине 1990-х годов завод не выдержал кризиса, не смог осуществить процедуру конверсии и был ликвидирован. В настоящее время его территорию занимают около 30 небольших предприятий, производящих мебель, метизы, металлоконструкции, продукты питания.
С марта 1984 года в городе располагается предприятие Пермтрансгаз, возникшее в связи со строительством газопровода Уренгой — Помары — Ужгород. Это предприятие обеспечивает транспортировку газа на протяжении Пермского края и Удмуртии. С 2008 года это крупнейшее предприятие российской нефтегазовой сферы было переименовано в ООО «Газпром трансгаз Чайковский», структурное подразделение «Газпрома». Оно является вторым в стране по объёмам транспортировки газа и эксплуатирует 15 крупнейших газопроводов России, общей протяжённостью 10 719 километров, ежегодно транспортирует 328 миллиардов кубических метров природного газа. Предприятие является крупнейшим в Чайковском налогоплательщиком.
В 1983 году было принято решение о строительстве рядом с Чайковским ремонтно-эксплуатационной базы газопровода Уренгой — Ужгород. Впрочем, в 1989 году произошло перепрофилирование базы, и дальнейшее строительство продолжалось уже в виде строительства завода газовой аппаратуры. 24 октября 1998 года заводом была выпущена первая газовая плита. Чайковский завод газовой аппаратуры — единственный в России завод по производству бытовой техники, возведённый в постперестроечный период без привлечения иностранного капитала. На сегодняшний день завод является дочерним предприятием АО «Газпром бытовые системы» и выпускает более 50 разновидностей газовых и электрических плит под торговой маркой «Darina»
На 2007 год в Чайковском на крупных и средних предприятиях было занято 20 400 человек, на малых предприятиях 16 200 человек, в бюджетной сфере 10 000 человек, прочей деятельностью заняты 10 900 человек. По количеству малых предприятий Чайковский характеризуется как обладающий высоким уровнем по количеству таких предприятий на 100 тысяч жителей и как обладающий средним уровнем по доле выручки в обороте потребительского рынка. Доля малых предприятий в обороте потребительского рынка (оборот торговли, услуг и общественного питания) Чайковского превышает одну треть.
Всего в городе (среди крупных и средних предприятий) имеется 12 обрабатывающих производств, 6 предприятий по производству и распределению электроэнергии, газа и воды, 2 организации сельского хозяйства, охоты и лесного хозяйства, 4 строительных организации, 10 организации транспорта и связи. За 2009 года отгружено продукции и выполнено услуг на сумму 47 439,9 миллиона рублей. Наибольший удельный вес в производстве имеет транспорт, в первую очередь, транспортировка газа, оказавший услуг в 2009 году на сумму 38 271,6 миллиона рублей, что составляет более 80 % от общего вала продукции. Из оставшихся видов деятельности можно выделить текстильное и швейное производство (1 956,9 миллиона рублей), производство машин и оборудования (1 019,3 миллиона рублей), производство пищевых продуктов, включая напитки, и табака (475,7 миллиона рублей). Платных услуг в 2009 году оказано на сумму 323 577 тысяч рублей. ОАО «Уралоргсинтез» в данных выкладках не учитывается, поскольку расположен в другом поселении.
На июнь 2010 года средняя заработная плата в Чайковском составляет 17 200 рублей, что выше среднего размера заработной платы в крае. По уровню заработной платы Чайковский находится на четвёртом месте в Пермском крае.
. Однако, при этом велика разница между наиболее высокооплачиваемыми отраслями (средняя заработная плата на предприятии по транспортировке газа 31700 рублей) и низкооплачиваемыми (торговля — 6245 рублей), и составляет 5,5 раз.
В 2009 году цены на непродовольственные товары выросли в Чайковском по сравнению с 2008 годом на 10,03 %, что не превышает средний уровень по Пермскому Краю, на продовольственные товары на 8,87 %, что несколько превышает средний уровень по Пермскому Краю.
Уровень безработицы в Чайковском на апрель 2010 года составляет 3,13 % (по Чайковском району, то есть, учитывая сельскую местность) что несколько ниже, чем в целом по краю — 3,64 %, при этом среди безработных 62 % — женщины.
В 2008 году город Чайковский и Чайковский район являлись донором областного бюджета.

## Связь и коммуникации
Единственным оператором телефонной связи на территории Чайковского является ПАО «Ростелеком».
Развитие связи в Чайковском началось в 1962 году, когда был образован Чайковский районный узел связи, затем в 1994 году он был преобразован в филиал ОАО «Уралсвязьинформ» а в 1999 году преобразован в Чайковский эксплуатационно-технический узел связи. ОАО «Уралсвязьинформ» (после реорганизации вошло в состав ОАО «Ростелеком») обеспечивает телефонную связь в Чайковском и доступ в Интернет.

## Средства массовой информации
В Чайковском регулярно выпускаются газеты «Огни Камы» (с 11 апреля 1965 года, официальная газета Чайковского муниципального района) и «Частный интерес». Действует три городские FM радиостанции и три телевизионных канала, встраиваемые в сетку федеральных каналов.

## Транспорт
Железнодорожное сообщение
В Чайковском имеется тупиковая железнодорожная станция Сайгатка (Код ЕСР 256703, Ижевское отделение Горьковской железной дороги). Она выходит на железнодорожную магистраль Екатеринбург — Казань через Сарапул. В настоящее время железнодорожная ветка до станции Сайгатка используется, в основном, для грузоперевозок. Раз в сутки курсирует пригородный поезд до Ижевска.
Автомобильное сообщение
Чайковский расположен на автомобильной дороге Казань — Ижевск — Екатеринбург. С запада через плотину Воткинской ГЭС в город заходит автомобильная дорога общего пользования Воткинск — Чайковский. Через неё из Чайковского, выехав на запад можно проехать через Воткинск на трассу Казань — Пермь в районе Большой Сосновы. На восток из города проложена автомобильная дорога общего пользования Чайковский — Кукуштан, проходящая через Елово — Осу и выходящая в Кукуштане на трассу Р242. На юг от Чайковского имеется автомобильная дорога местного значения до завода «Уралоргсинтез» и Чайковской ТЭЦ-18, далее только грунтовые дороги. На север от Чайковского дорог нет, поскольку там расположено Воткинское водохранилище.
Вокруг Чайковского для транзитного транспорта проложена объездная автодорога, которая при въезде с запада поворачивает сразу же после плотины ГЭС направо и лишь немного проходит в городе, затем выходя на дорогу Чайковский — Кукуштан приблизительно в 10 километрах от города.
Расстояние по автодорогам: до Ижевска около 90 километров, до Перми в зависимости от избранного маршрута от 250 до 320 километров. Регулярные автобусные маршруты (23 междугородних и 17 пригородных) соединяют город с населёнными пунктами Чайковского района, другими районами Пермского края и Удмуртии, с Ижевском, Пермью, Екатеринбургом, Уфой. Ежедневно с автовокзала пассажиры отправляются по 59 междугородним рейсам и 298 пригородным маршрутам.
Водное сообщение
С 27 мая 1964 года имелось регулярное и пользовавшееся популярностью пассажирское водное сообщение от Перми на севере до Чистополя на юге. Перевозки осуществлялись судами на подводных крыльях «Метеор», «Ракета» и «Восход». В пригородном сообщении также были задействованы суда на воздушной подушке «Орион», скоростные теплоходы «Заря» и теплоходы «ОМ». Транзитом через Чайковский из Перми проходили пассажирские теплоходы дальнего следования, в основном типа «Россия».
Вплоть до середины 2025 года регулярного пассажирского водного сообщения не существовало, при этом последние суда на подводных крыльях прекратили перевозки в начале 2000-х годов. В то же время грузовой транспорт по-прежнему имеет возможность разгрузки и погрузки в достаточно активно работающем речном порту. Кроме того, также сохранился причал речного вокзала, который используется туристическими теплоходами. Чайковский, исключая столицу края Пермь, является единственным в Пермском крае городом-портом, а также одним из самых восточных портов Единой глубоководной системы Европейской части России.
Авиационное сообщение
С момента образования города имелось регулярное пассажирское сообщение с Пермью, Чернушкой и Ижевском посредством самолётов Ан-2, базировавшихся на аэродроме, который расположен в черте города.
Уже с 1990-х годов авиационное сообщение отсутствует, аэродром используется для вертолётов, в основном находящихся в распоряжении ООО «Газпром трансгаз Чайковский», однако по существующему генеральному плану застройки города в близкое время аэродром будет застроен. Имелись планы создания близ Чайковского крупного аэропорта, способного принимать и крупные лайнеры, однако судя по всему проект осуществлён не будет. В настоящее время ближайший действующий аэропорт находится в городе Ижевске.
Внутригородской транспорт
Перевозки внутри города осуществляются автобусами, действует 17 автобусных маршрутов, в связи с немалой конкуренцией в этой отрасли (в Чайковском на конец 2009 года было 89 автобусов, принадлежащих 17 предпринимателям), автобусное сообщение в городе весьма быстрое, удобное и эффективное. Также существует множество служб такси.
В 80-е годы в Чайковском городские автобусы в том числе и в целях сохранения экологической обстановки были полностью переведены на использование сжиженного газа в виде топлива. Сейчас, разумеется, это новшество не используется. Также с этой целью разрабатывались проекты исключительно троллейбусного сообщения в черте города, однако от этого пришлось отказаться из-за узких улиц.
По заявлению начальника краевого ГИБДД Олега Чуркина, состояние дорог в Чайковском критическое.

## Социальная сфера
Жильё и бытовое обслуживание
Площадь жилья, приходящегося на одного человека, составляет 18,3 м² по состоянию на 2005 год. Жилищное строительство в городе активно развивается, так в 2008 году введено в эксплуатацию 23 434 квадратных метра жилых помещений, что позволило занять Чайковскому второе место в Пермском крае по объёмам жилищного строительства, а по итогам отведения земли под жилищное строительство в 2007 году (более 100 гектаров) занять первое место, опередив даже столицу края Пермь. По степени благоустроенности жилья превосходит все города Пермского края за исключением Березников (жилая площадь, оборудованная всеми видами благоустройства, приближается к 100 %).
В 2002 году в Чайковском было введено в строй 15,3 тысячи м² нового жилья, в 2003 году — 6,9 тысяч, в 2004 году — 11,2 тысяч, в 2005 году — 6,9 тысяч, в 2006 году — 30,6 тысяч м².
По стоимости жилья на новую недвижимость Чайковский по данным 2008 года, занял второе место в крае, после Перми: 33 600 рублей за квадратный метр.
В 2009 году стоимость одного квадратного метра жилья в Чайковском составила в новостройках 30 880 рублей, на вторичном рынке 25 760 рублей.
В городе имеется большое количество ресторанов, кафе, клубов, парк культуры и отдыха с различными аттракционами, современный кинотеатр. Имеются три санатория-профилактория и четыре базы отдыха, расположенные на берегу залива.
По итогам 2013 года Чайковский признан самым благоустроенным городским поселением в Пермском крае. В соответствии с Генеральным планом Чайковского предполагается благоустройство города и создание рекреационной сферы.
Образование
В Чайковском на 2005 имелось 45 муниципальных дошкольных образовательных учреждений, которые посещали 5,4 тысячи детей. На сегодняшний день детских учреждений становится недостаточно.
В Чайковском имеется 11 муниципальных общеобразовательных средних школ, вечерняя школа, лицей и гимназия. Уровень подготовки в общеобразовательных учреждениях в Чайковском традиционно высокий, так в 2010 году выпускники Чайковского сдали единый государственный экзамен лучше всех в Пермском крае.
В Чайковском расположены четыре профессионально-технических училища, три из которых были профилированы под городские предприятия и готовили рабочих для комбината шёлковых тканей, завода синтетического каучука, управления строительства, а одно — кадры для речного флота. На настоящий момент, училища сохранились, хотя в большинстве своём потеряли узкую специализацию.
Чайковский располагает пятью средними специальными учебными заведениями: музыкальным и медицинским училищами, промышленно-гуманитарным колледжем, политехникумом лёгкой промышленности и Чайковским техникумом экономики и сервиса.
В июне 1980 года в Чайковском создан филиал Челябинского института физической культуры, 21 декабря 1995 года преобразованный в Чайковский государственный институт физической культуры. Изначально создавался для специализации прежде всего, по зимним видам спорта, так, являлся единственным высшим учебным заведением СССР, имеющим кафедру лыжного двоеборья. Сегодня учебное заведение не является узкоспециализированным, обучение проводится на 12 кафедрах, например биомеханики и информатики, теории и методики единоборств, теории и методики лыжного спорта Среди выпускников заведения много видных спортсменов, включая участников Олимпийских игр, чемпионов мира и Европы, чемпионов России и СССР. Так, на Зимних Олимпийских играх 1984 года в Сараево в составе советской команды было шесть студентов из Чайковского института физкультуры.
Кроме того в Чайковском имеется филиал Пермского технического университета, а также Пермского государственного педагогического университета
В Чайковском хорошо развита система дополнительного образования. Имеется детско-юношеская спортивная школа, станция детского и юношеского туризма и экскурсий, детско-юношеский клуб физической подготовки, дом детского творчества, станция юных натуралистов, центр детского (юношеского) технического творчества.
Существует целая сеть муниципальных спортивных клубов, в которых дети могут заниматься разнообразными видами спорта.
В Чайковском имеется две школы искусств, осуществляющие подготовку юных музыкантов на отделениях фортепиано, скрипки, народных инструментов и на хоровом отделении. Наряду с перечисленными музыкальными отделениями, имеются отделения хореографии и изобразительного искусства.
Здравоохранение
Чайковский располагает несколькими поликлиниками, в том числе специализированными стоматологическими и детскими, стационаром с главным корпусом в 600 коек, введённым в эксплуатацию в июле 1986 года. Имеется частная поликлиника. Учреждения здравоохранения оборудованы современной техникой, в том числе для ультразвуковых исследований; в 90-е годы в Чайковском появился первый в регионе компьютерный томограф.
Чайковский на протяжении последних лет является одной из благополучных территорий края по медико-демографическим показателям. В целом по итогам работы учреждений здравоохранения в 2009 году район занял первое место в крае. При этом сохраняется относительно неблагополучная тенденция. В 2009 году рождаемость выросла на 1,5 %, смертность уменьшилась на 9 %, однако показатели впервые выявленной заболеваемости всех групп населения выше, чем в 2008 году. Сохраняется высокий уровень распространения социально обусловленных заболеваний, таких как хронический алкоголизм и наркомания. Тем не менее, в сравнении с 2008 годом, заболеваемость хроническим алкоголизмом среди взрослых уменьшилась на 61 %, показатель заболеваемости наркоманией уменьшился в 7,5 раз.
Преступность
Уровень преступности в Чайковском несколько ниже, чем в целом по краю и наблюдается тенденция к его снижению. Так, в 2008 году в Чайковском на 10000 жителей было совершено 212 преступлений, тогда как в среднем по Пермскому краю 270 преступлений. В 2009 году в Чайковском районе было зарегистрировано 2428 преступления, из которых 1102 раскрыто, а за 2008 год было зарегистрировано 3068 преступлений, из них 1151 раскрыто. За 2009 год Чайковский отдел внутренних дел, наряду с другими 11 районами Пермского края получил оценку «удовлетворительно», при этом остальные районы края получили неудовлетворительную оценку

## Культура и искусство
Искусство играет значительную роль в жизни города Чайковского, к чему обязывает хотя бы название города и естественно, приоритет имеет музыка.
С 1977 года в Чайковском проводится традиционный фестиваль музыкального искусства детей и юношества Пермской области. Первый фестиваль был проведён по инициативе известного композитора Д. Б. Кабалевского, который и открыл его, положив тем самым начало традиции. До 2008 года было проведено 10 фестивалей, в качестве гостей фестиваля принимались такие композиторы, как Евгений Крылатов и Юрий Чичков, поэт Юрий Энтин. В 1987 году в фестивале участвовали также и дети-музыканты из других стран, в частности из США.
Также проводится Международный открытый конкурс молодых композиторов «Посвящение Чайковскому», в рамках которого в 2010 году был проведён Всероссийский конкурс молодых пианистов, посвящённый 170-летию со дня рождения П. И. Чайковского.
В 2007 году в Чайковском под патронажем и по благословению епископа Пермского и Соликамского Иринарха был проведён 4-й фестиваль духовной музыки «Сретенские встречи».
С 2010 года в Чайковском проводится ежегодная международная академия современных композиторов, организованная Московским ансамблем современной музыки, на которую каждый новый год приглашаются всемирно известные композиторы.
В Чайковском имеется музыкальное училище и две детские школы искусств. Особую известность приобрёл оркестр народных инструментов, который является лауреатом многих российских конкурсов.
Достопримечательностью Чайковского является Чайковская художественная галерея, открывшаяся 21 февраля 1970 года, вторая по значимости в Пермском Крае. Основой коллекции послужило собрание коллекционера А. С. Жигалко, который подарил городу около двух тысяч картин. На настоящий момент в фондах галереи насчитывается около 5000 произведений искусства, среди них работы выдающихся русских художников (В. А. Тропинина, И. К. Айвазовского, О. Э. Браза и других); отечественное искусство XX века (живопись, графика).
Город располагает краеведческим музеем, в основном он посвящён строительству города. Особый интерес в нём представляют экспонаты, посвящённые приземлению 26 марта 1961 года в окрестностях города пятого беспилотного космического корабля Спутник-10 с манекеном и собакой Звёздочкой на борту. Это был последний запуск беспилотного аппарата перед полётом Ю. А. Гагарина. В фондах музея для обозрения представлена крышка люка спускательного аппарата.
В Чайковском имеются два театра: Чайковский театр драмы и комедии, созданный на основе труппы из города Кизела, перевезённой в полном составе в Чайковский в 1982 году и Чайковский театр юного зрителя.
Лауреатами различных конкурсов становились образцовый хореографический ансамбль «Солнышко» (руководитель Югова Татьяна Григорьевна), Италии,Испании и Франции, студия восточных танцев «Аиша»; среди чайковцев есть победители чемпионатов России и международных соревнований по спортивным бальным танцам.
В Чайковском функционирует 12 общедоступных библиотек. Имеется парк культуры и отдыха, оборудованный по современным меркам, устаревшими аттракционами, включая колесо обозрения.

## Спорт
Важной вехой в истории спорта в Чайковском стало создание института физкультуры и строительство лыжных трамплинов на горнолыжной базе «Снежинка». 40-метровый трамплин был построен в 1980 году, 70-метровый — в 1984 и 90-метровый — в 1985 году. На этих трамплинах в 1985 и 1989 годах проводились финальные старты 8-й и 9-й зимних Спартакиад народов РСФСР и 1-е Молодёжные игры СССР в 1989 году — чемпионат СССР, в 1994 году — чемпионат России. Трамплины долгое время не использовались, а в 2010 году были снесены.
В 1987 году был построен биатлонный комплекс, который был задействован в 1989 году в стартах 9-й Зимней спартакиады СССР. На комплексе в 1996 году планировалось проведение этапа Кубка Европы по биатлону, но соревнования не состоялись ввиду уникального для города отсутствия в декабре снега.
На базе горнолыжного комплекса «Снежинка», биатлонного комплекса и комплекса трамплинов в 2009 году начато строительство Федерального центра подготовки по зимним видам спорта. Стоимость комплекса составляет порядка 4 миллиардов рублей. Центр разместился на участке площадью 51 гектар. На базе действующих биатлонного и горнолыжного комплексов, составивших основу нового Центра зимних видов спорта, построен комплекс из пяти круглогодично работающих трамплинов для прыжков на лыжах, включая К-125, трассы для фристайла с подъёмниками, 10-километровой лыжной трассы и 7,5-километровой лыжероллерной трассы, лыжно-биатлонного стадиона и стадиона для фристайла, стрелкового тира, гостиницы на 250 мест с восстановительным медицинским и учебно-исследовательским центром, вспомогательных помещений. Проектирование трамплинов центра осуществила немецкая компания Schertel Architektur Buro В Центре подготовки российские биатлонисты, лыжные двоеборцы и прыгуны с трамплина проходили подготовку к Олимпиаде Сочи-2014. В дальнейшем предполагается проводить на этом комплексе соревнования различных уровней, в том числе международные, для чего созданы зрительные места (пока 2000 мест на биатлонном комплексе и 1000 на горнолыжном). В первой декаде 2012 года на биатлонном комплексе прошли первые крупные соревнования: был разыгран Кубок России по биатлону среди женщин и состоялось первенство страны среди молодёжи и юниоров (девушки). В марте 2012 года состоялись первые соревнования и на трамплинах: прошли три чемпионата России по прыжкам на лыжах с трамплина и лыжному двоеборью, финал Кубка России и первенство России среди юниоров и юниорок в возрасте до 21 года. В августе 2017 года в Чайковском прошёл чемпионат мира по летнему биатлону.
Город представляли на соревнованиях различного уровня чемпионка мира по биатлону Екатерина Юрьева, чемпион Европы по биатлону Сергей Коновалов, чемпионка Европы по биатлону Наталья Бурдыга. На зимних Олимпийских играх 1994 года Чайковский был представлен чемпионом России 1992 года по конькобежному спорту М. Вострокнутовым.
Среди других зимних видов спорта можно выделить натурбан, лыжные гонки, возрождается в Чайковском детский хоккей с шайбой. Всего среди чайковцев два заслуженных мастера спорта по биатлону, 3 мастера спорта международного класса по биатлону и один мастер спорта международного класса по конькобежному спорту.
Среди летних видов спорта Чайковский представлен на спортивной арене практически всеми видами спортивных единоборств. В различное время Чайковский в частности представляли чемпион мира (1990) и обладатель Кубка мира (1991) по самбо И. Габдулхаков, чемпион СССР (1986) по дзюдо Ф. Зекрин. В 2006 году в Афинах Чайковский представлял борец А. Чеглаков, чемпион Азиатских игр-2002 (на Олимпиаде выступал за Узбекистан). Всего среди представителей Чайковского в единоборствах имеется 10 мастеров спорта международного класса в таких видах как дзюдо, греко-римская борьба, карате-кёкусинкай, кикбоксинг, тайский бокс.
Также среди представителей Чайковского один мастер спорта международного класса по гребле на байдарках и каноэ и один в плавании.
Среди видов спорта в Чайковском наиболее популярны, имеют сравнительно длинную историю и достаточные заслуги такие виды как дзюдо, самбо, греко-римская борьба, кикбоксинг, карате, гребля на байдарках и каноэ, биатлон, лыжное двоеборье и прыжки на лыжах с трамплина. Среди видов спорта, которые возрождаются или появляются вновь, а также в которых уже имеются неплохие результаты, можно назвать лыжные гонки, плавание, лёгкая атлетика.
Городская футбольная команда «Энергия» — четырёхкратный чемпион Пермской области, двукратный обладатель кубка Пермской области. Имела опыт выступлений во второй лиге Чемпионата России по футболу.
В городе имеется 37 спортивных залов различной направленности и 2 стадиона.

## Достопримечательности
Из достопримечательностей города Чайковского и окрестностей можно выделить:
- Чайковскую картинную галерею
- Чайковский краеведческий музей
- Архитектурно-этнографический комплекс «Сайгатка» (изба крестьянина-старообрядца)
- Усадьба «Славянский двор» в родовом имении художников Павла и Александра Сведомских
- Памятник П. И. Чайковскому
- Площадь имени П. И. Чайковского
- Памятник П. И. Чайковскому на площади, названной в его честь
- Памятник А. С. Пушкину
- Памятник первостроителям города на пешеходном бульваре
- Мемориал Славы
- Памятник погибшим в годы гражданской войны в селе Сайгатка
- Монумент в память о погибших в Афганистане, Чечне и других локальных военных конфликтах
- Стела «Пионерская песня»

Чайковский является одним из пунктов (один из двух в Пермском крае), который всегда посещают туристы, путешествующие на теплоходах по Каме.
Кроме баз отдыха, санаториев услуги в области гостеприимства (коллективные средства размещения туристов) могут предложить гостиницы, отели, гостевые дома и хостелы (всего 19 вариантов). Более 45 кафе, ресторанов и клубов представляют услуги общественного питания и развлечений.
Городом-побратимом Чайковского является с 22 сентября 1993 года Нойштрелиц, Германия.
- Храм Георгия Победоносца
- Приход Троицкой церкви
- Стела «Пионерская песня»
- Памятник П. И. Чайковскому
- Памятник А. С. Пушкину
- Мемориал жертвам Великой Отечественной войны
- Аллея героев: бюсты (слева направо) А. А. Абрамушкина, П. А. Гостева, И. В. Дубова, С. А. Завьялова
- Монумент в память о погибших в локальных военных конфликтах
- Памятник первостроителям

## Символика
Символом города является герб города Чайковского, который утверждён решением Чайковской городской думы 25 октября 2000 года. Художник А. П. Зырянов.
Геральдическое описание герба города Чайковского гласит: «В зелёном поле щита, в клюве несущая пучок (три) волнистых золотых стрелы, летящая серебряная чайка вправо. В нижней части щита золотая плотин, расчленённая на 11 уступов, по которым ниспадает лазурь».
Щит украшен серебряной трёхбашенной короной, из которой восходит золотая лира. За щитом два крест-накрест положенных золотых молотка, соединённых лазоревой лентой, на которой под щитом надпись: «Чайковский». Допускается использование герба Пермской области в верхней 1/3 части гербового щита герба города Чайковского, а именно: на красном поле серебряный медведь с золотым Евангелием и серебряным четырёхконечным равносторонним крестом.
Элементы герба и их значение
| Элементы и герба и их значение                                 | |
| Элемент                                                        | Значение |
| Серебряная чайка                                               | Чистота и благородство, динамичность и свобода, распространительница энергии в соседние регионы. Кроме того, намёк на предка П. И. Чайковского, казака Чайку и как символ большого количества чаек в окрестностях |
| Зелёное поле                                                   | Почтительность и разум, движение и независимость, лесные массивы, поля и луга, окружающие город |
| Пучок золотых волнистых стрел                                  | Энергия стихии, взятая на службу человеком, энергия человека, энергия молодого, динамично развивающегося города.                                                                                                  |
| Волнистая лазоревая оконечность щита                           | Камские просторы, пространство, бесконечная ширь и всетекучесть времени. |
| Золотой уступ плотины ГЭС                                      | Символ основания, положенного в создание города |
| Лазоревая лента с положенными крест-накрест золотыми молотками | Развитая индустрия города |
| Трёхбашенная серебряная корона                                 | Статус города как административного центра территории |
| Восходящая золотая лира                                        | Особое значение города в развитии музыкального творчества |